# 하타 라자사

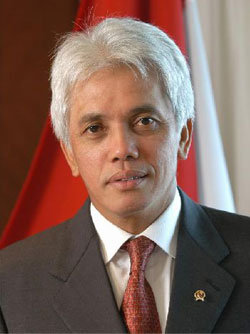

하타 라자사(인도네시아어: Hatta Rajasa)는 인도네시아의 정치인으로, 현재 인도네시아 국민수권당의 총재이다. 2009년부터 2014년까지 인도네시아의 경제조정부 장관으로 재직했다. 수실로 밤방 유도요노 대통령과는 사돈관계이다. 2014년 대선에 출마를 선언했으며, 위대한 인도네시아 운동당(거린드라) 프라보워 수비안토 후보의 러닝메이트로 출마했으나 낙선했다.

## 역대 선거 결과
| 선거명      | 직책명              | 대수 | 정당       | 득표율 | 득표수       | 결과 | 당락 |
| ----------- | ------------------- | ---- | ---------- | ------ | ------------ | ---- | ---- |
| 2014년 선거 | 인도네시아의 부통령 | 12대 | 국민수권당 | 46.85% | 62,576,444표 | 2위  | 낙선 |